# Lithospermum calycosum
Lithospermum calycosum là loài thực vật có hoa trong họ Mồ hôi. Loài này được (J.F. Macbr.) I.M. Johnst. mô tả khoa học đầu tiên năm 1924.